# Euploea crassimaculata
Euploea crassimaculata är en fjärilsart som beskrevs av Hans Fruhstorfer 1910. Euploea crassimaculata ingår i släktet Euploea och familjen praktfjärilar. Inga underarter finns listade i Catalogue of Life.